# Catanduvas (Paraná)
Catanduvas es un municipio del estado de Paraná, en el Brasil. Posee 6 577 electores.
El principal acceso de transporte al municipio es la carretera PR-471, también conocida como Carretera Osório Alves de Oliveira.
El municipio alberga una penitenciaría federal de seguridad máxima inaugurada en 2006.